# Københavns Parker ved Vintertid
Københavns Parker ved Vintertid er en dansk dokumentarfilm fra 1917 med ukendt instruktør.

## Handling
Vinter i Københavns parker, sne på jorden, hestetrukne kaner og slæder. Folk morer sig med kælke. Skøjteløb. Stort træ håndsaves. Folk går tur i sneklædt natur. Måger fodres. Det er muligvis i Søndermarken. Smuk natur og vinterlandskaber.